# Hindon (rivière)
Pour les articles homonymes, voir Hindon.
La rivière Hindon est un cours d'eau indien dans l’État d'Uttar Pradesh, et un affluent de la Yamuna, dans le bassin du fleuve le Gange.

## Géographie
Elle a une longueur de 400 km, et son bassin versant a une superficie de 7 083 km2.

## Hydrologie
Son régime hydrologique est dit pluvial tropical à moussons.